# Mrgashat
Mrgashat là một đô thị thuộc tỉnh Armavir, Armenia. Dân số ước tính năm 2011 là 6414 người.